# Ludvy Vaillant
Ludvy Vaillant (* 15. März 1995 in Fort-de-France, auf Martinique) ist ein französischer Leichtathlet, der sich auf den 400-Meter-Hürdenlauf spezialisiert hat.

## Sportliche Laufbahn
Ludvy Vaillant wurde im französischen Überseedépartement Martinique geboren, wo er bereits 2006 beim örtlichen Verein Athletic Club Saleen das Leichtathletiktraining aufnahm. 2011 nahm er an den französischen U18-Meisterschaften über 400 Meter Hürden teil, bei denen er den fünften Platz belegte. Ein Jahr darauf lief er dann bei den gleichen Meisterschaften fast drei Sekunden schneller über diese Strecke und wurde damit U18-Vizemeister in Frankreich. 2013 konnte er dann bei den U20-Europameisterschaften in Rieti auch erstmals auf internationaler Ebene um einer Medaille kämpfen. Im Einzel zog er bei seiner Paradedisziplin in das Finale ein, belegte darin allerdings den achten und damit letzten Platz. Zuvor lief er im Halbfinale in 51,81 s eine neue Bestzeit. Noch am selben Tag trat er darüber hinaus mit der 4-mal-400-Meter-Staffel an, die der das Quartett auf dem vierten Platz beendete. 2014 siegte er bei den französischen U20-Meisterschaften, erneut mit einer Verbesserung seiner Bestzeit. 2015 wurde er dann über die Hürden U23-Meister in Frankreich. In dieser Disziplin trat er dann allerdings nicht bei den U23-Europameisterschaften in Tallinn an, sondern über 400 Meter flach und mit der Staffel. Über 400 Meter war er zuvor erstmals unter 47 Sekunden geblieben und konnte sich in Tallinn dann im Vorlauf bis auf 46,03 s steigern. Im Finale konnte er die Zeit nicht bestätigen, blieb hinter dieser eine gute Sekunde zurück und beendete das Rennen als Siebter. Einen Tag später lief es im Finale mit der Staffel besser, nachdem das französische Quartett in 3:04,92 min den Europameistertitel erringen konnte.
2016 nahm Vaillant erstmals an den Französischen Meisterschaften der Erwachsenen teil, bei denen er über 400 Meter Hürden die Silbermedaille gewinnen konnte. Wenn es im Einzel auch nicht für die Qualifikation genügte, nahm er dennoch mit der Staffel an den Europameisterschaften in Amsterdam teil. Im Vorlauf liefen sie eine ähnliche Zeit wie ein Jahr zuvor bei den U23-Europameisterschaften, die nicht für das Weiterkommen reichten. 2017 lief er im Juni die Hürden erstmals unter 50 Sekunden und konnte sich damit, neben seiner zweiten Teilnahme an U23-Europameisterschaften, auch für die Weltmeisterschaften jeweils im Einzel und mit der Staffel, qualifizieren. Bei den Europameisterschaften in Bydgoszcz steigerte er seine Hürdenbestzeit sukzessive auf 49,31 s im Finale. Mit dieser Zeit konnte er die Bronzemedaille gewinnen. Die gleiche Medaille gewann er außerdem auch mit der Staffel. Bei seinem WM-Debüt in London konnte er direkt in das Halbfinale einziehen und verpasste darin als Vierter seines Laufs knapp den Finaleinzug. Insgesamt belegte er den 15. Platz. Mit der Staffel hingegen, gelang ihm der Einzug in das Finale, wenngleich die vier Athleten darin den letzten Platz belegten. 2018 konnte Vaillant sich bereits in seinem zweiten Wettkampf der Saison auf eine Zeit unter 49 Sekunden verbessern. Zwei Wochen später bestätigte er mit 48,76 s im Finale der Mittelmeerspiele in Tarragona, mit denen er die Goldmedaille gewinnen konnte. Im darauffolgenden Monat konnte er erstmals auch bei den Französischen Meisterschaften als Sieger hervorgehen. Einen weiteren Monat später nahm er dann erneut im Einzel und mit der Staffel an den Europameisterschaften in Berlin teil. Im Einzel trat er als Drittbester Europäer, bezogen auf die Vorergebnisse, an. Diesem Druck konnte er zunächst mit dem Finaleinzug standhalten. Darin verbesserte er sich dann nochmals auf 48,42 s, verpasste damit als Vierter allerdings knapp den Sprung auf das Podest. 2019 konnte Vaillant bei einem Meeting in Paris seine Bestzeit auf 48,30 s verbessern, die seitdem zu Buche stehen. Damit rückte er auf den dritten Platz in der französischen Bestenliste über 400 Meter Hürden vor und erfüllte auch die Norm für die Weltmeisterschaften in Doha, zu denen er als Viertbester Athlet des Jahres anreiste. Dort konnte er bis in das Halbfinale vordringen. Darin genügten seine 49,10 s dann allerdings nicht für den Einzug in das Finale und er schied als Vierter in seinem Lauf aus. Insgesamt belegte er den 12. Platz. Mit der Staffel wurde er zudem Siebter.
2021 gewann Vaillant die Silbermedaille bei den Französischen Meisterschaften. Er schaffte es sich anschließend zum ersten Mal für die Olympischen Sommerspiele zu qualifizieren, bei denen er Ende Juli in Tokio an den Start ging. Dabei erreichte er das Halbfinale, in dem er mit Saisonbestleistung als Siebter seines Laufes schließlich ausschied. 2022 wurde er erneut französischer Vizemeister im 400-Meter-Hürdenlauf. Ende Juni trat er zum zweiten Mal bei den Mittelmeerspielen und erreichte in Algerien das Finale, das er diesmal als Zweiter beendete. Zum Abschluss der Spiele verpasste er, zusammen mit seinen Teamkollegen, als Fünfte eine Medaille im 4-mal-400-Meter-Staffellauf. 2022 trat er bei den Europameisterschaften in München an. Er erreichte wie 2018 in Berlin das Finale, worin er scheinbar zeitgleich mit dem Türken Yasmani Copello und dem Deutschen Joshua Abuaku. Nach Auswertung der Zielfotos belegte er, wie schon 2018, den vierten Platz. 2023 trat er im August in Budapest zum dritten Mal bei den Weltmeisterschaften an. Dort zog er in das Halbfinale ein, wobei er als Dritter seines Laufes anschließend knapp den Finaleinzug verpasste. Kurz darauf feierten er und seine Teamkollegen mit dem Gewinn der Silbermedaille mit der 4-mal-400-Meter-Staffel ihre sportlich bislang größten Erfolge.
Vaillant trainiert seit seiner Kindheit in seiner Heimat auf Martinique in der Karibik, wo er sich bis 2019 zum Physiotherapeuten ausbilden ließ. Er beschreibt die Trainingsbedingungen, allen voran das Wetter, als ideal um sich auf seine Wettkämpfe vorzubereiten.

## Wichtige Wettbewerbe
| Jahr                   | Veranstaltung             | Ort                    | Platz                  | Disziplin              | Zeit                   |
| Startet für Frankreich | Startet für Frankreich    | Startet für Frankreich | Startet für Frankreich | Startet für Frankreich | Startet für Frankreich |
| ---------------------- | ------------------------- | ---------------------- | ---------------------- | ---------------------- | ---------------------- |
| 2013                   | U20-Europameisterschaften | Rieti                  | 8.                     | 400 m Hürden           | 52,29 s                |
| 2013                   | U20-Europameisterschaften | Rieti                  | 4.                     | 4 × 400 m              | 3:05,41 min            |
| 2015                   | U23-Europameisterschaften | Tallinn                | 7.                     | 400 m                  | 47,04 s                |
| 2015                   | U23-Europameisterschaften | Tallinn                | 1.                     | 4 × 400 m              | 3:04,92 min            |
| 2016                   | Europameisterschaften     | Amsterdam              | 12.                    | 4 × 400 m              | 3:04,95 min            |
| 2017                   | U23-Europameisterschaften | Bydgoszcz              | 3.                     | 400 m Hürden           | 49,31 s                |
| 2017                   | U23-Europameisterschaften | Bydgoszcz              | 3.                     | 4 × 400 m              | 3:05,24 min            |
| 2017                   | Weltmeisterschaften       | London                 | 15.                    | 400 m Hürden           | 49,95 s                |
| 2017                   | Weltmeisterschaften       | London                 | 8.                     | 4 × 400 m              | 3:01,79 min            |
| 2018                   | Mittelmeerspiele          | Tarragona              | 1.                     | 400 m Hürden           | 48,76 s                |
| 2018                   | Europameisterschaften     | Berlin                 | 4.                     | 400 m Hürden           | 48,42 s                |
| 2018                   | Europameisterschaften     | Berlin                 | 4.                     | 4 × 400 m              | 3:02,08 min            |
| 2019                   | Weltmeisterschaften       | Doha                   | 12.                    | 400 m Hürden           | 49,10 s                |
| 2019                   | Weltmeisterschaften       | Doha                   | 7.                     | 4 × 400 m              | 3:03,06 min            |
| 2021                   | Olympische Sommerspiele   | Tokio                  | 16.                    | 400 m Hürden           | 49,02 s                |
| 2022                   | Mittelmeerspiele          | Oran                   | 2.                     | 400 m Hürden           | 48,83 s                |
| 2022                   | Mittelmeerspiele          | Oran                   | 5.                     | 4 × 400 m              | 3:05,35 min            |
| 2022                   | Europameisterschaften     | Berlin                 | 4.                     | 400 m Hürden           | 48,79 s                |
| 2023                   | Weltmeisterschaften       | Budapest               | 11.                    | 400 m Hürden           | 48,48 s                |
| 2023                   | Weltmeisterschaften       | Budapest               | 2.                     | 4 × 400 m              | 2:58,45 min            |

## Persönliche Bestleistungen
Freiluft
- 200 m: 20,97 s, 18. März 2017, Fort-de-France
- 400 m: 45,25 s, 9. Juni 2018, Fort-de-France
- 400 m Hürden: 47,85 s, 21. Juli 2023, Monaco

Halle
- 400 m: 47,73 s, 12. Februar 2022, Metz